# MTV Europe Music Awards 2007
Церемония MTV Europe Music Awards 2007 прошла 1 ноября 2007 года в Мюнхене, Германия на сцене
Olympiahalle. Вел церемонию Snoop Dogg.Самыми яркими номерами были выступления Mika и Foo Fighters.

## Номинанты и победители
Победитель в каждой категории выделен жирным шрифтом.

### Лучший рок исполнитель (Rock Out)
- 30 Seconds to Mars
- Evanescence
- Fall Out Boy
- My Chemical Romance
- Linkin Park

### Лучшийурбанисполнитель (Ultimate Urban)
- Rihanna
- Канье Уэст
- Timbaland
- Beyoncé
- Джастин Тимберлейк
- Gym Class Heroes

### Лучший сольный исполнитель (Solo)
- Mika
- Avril Lavigne
- Нелли Фуртадо
- Джастин Тимберлейк
- Rihanna
- Christina Aguilera

### Лучшая группа (Band)
- Fall Out Boy
- Good Charlotte
- My Chemical Romance
- Tokio Hotel
- Linkin Park

### Лучшая песня (Most Addictive)
- Amy Winehouse — «Rehab»
- Rihanna совместно с Jay-Z — «Umbrella»
- Beyoncé и Shakira — «Beautiful Liar»
- Mika — «Grace Kelly»
- Нелли Фуртадо — «All Good Things (Come To An End)»
- Avril Lavigne — «Girlfriend»

### Лучший исполнитель (Headliner)
- Джастин Тимберлейк
- Muse
- Arctic Monkeys
- Beyoncé
- Foo Fighters

### Лучший альбом (Album)
- Linkin Park — Minutes to Midnight
- Avril Lavigne — The Best Damn Thing
- Amy Winehouse — Back to Black
- Akon — Konvicted
- Нелли Фуртадо — Loose

### Лучший международный исполнитель (Inter Act)
- Fall Out Boy
- 30 Seconds to Mars
- Tokio Hotel
- My Chemical Romance
- Depeche Mode

### Лучшее видео (Video Star)
- Bat for Lashes — «What's a girl to Do»
- Chemical Brothers — «The Salmon Dance»
- Justice — «D.A.N.C.E»
- Джастин Тимберлейк — «What Goes Around... Comes Around»
- Канье Уэст — «Stronger»
- Foo Fighters — «The Pretender»

### Выбор исполнителей (Artist’s Choice)
- Amy Winehouse
- Нелли Фуртадо
- Snow Patrol
- Chris Brown
- Lily Allen
- James Morrison

### Награда Free Your Mind
- Anton Abele

## Региональные европейские награды (New Sounds of Europe)

### Европа, финал (New Sounds of Europe Final)
- Bedwetters
- Firma
- Yakup

### Европа, международное соревнование (New Sounds of Europe International Competition)
- Bedwetters (победитель)
- Sunrise Avenue (исключен 28/10)
- Christophe Willem (исключен 27/10)
- Jaula De Grillos (исключен 26/10)
- Buraka Som Sistema (исключен (25/10)
- Chakuza (исключен 24/10)
- Klaxons (исключен 23/10)
- Neverstore (исключен 22/10)
- Zero Assoluto (исключен 21/10)
- Delain (исключен 20/10)
- Dani (исключен 19/10)
- Gravel (исключен 18/10)
- Coma (исключен 17/10)
- Alphabeat (исключен 16/10)
- Aleksander With (исключен 15/10)
- Astro'n'out (исключен 14/10)
- Firma
- Yakup

### Нидерланды (New Sounds of Europe Netherlands)
- Moke
- Delain
- Jeckyll & Hyde
- C-Mon & Kypski
- Fedde le Grand

### Германия (New Sounds of Europe Germany) (Mtv Central)
- Culcha Candela
- Chakuza
- Die Ohrbooten
- Itchy Poopzkid
- K.I.Z.
- Madsen

### Восточная Европа (New Sounds of Europe Adria)
- Dani
- Tide
- Intruder
- Father
- Elemental
- Dubioza Kolektiv

### Турция (New Sounds of Europe Turkey)
- Portecho
- Bedük
- Suitcase
- Yakup
- DANdadaDAN

### Португалия (New Sounds of Europe Portugal)
- Mosh
- The Vicious 5
- Buraka Som Sistema
- Mundo Secreto
- SP & Wilson

### Дания (New Sounds of Europe Denmark)
- Volbeat
- Alphabeat
- Trentemoller
- Poker

### Швеция (New Sounds of Europe Sweden)
- Neverstore
- Säkert!
- Million Stylez
- Salem Al Fakir

### Великобритания (New Sounds of Europe UK)
- Biffy Clyro
- The View
- Klaxons
- Kate Nash
- Calvin Harris
- James Morrison
- The Fratellis
- Jamie T
- Mark Ronson
- The Enemy

### Франция (New Sounds of Europe France)
- Кокси
- Kaolin
- Charlotte Gainsbourg
- Rose
- Christophe Mae
- Riké
- Jehro
- Peter Von Poehl
- Sefye
- Shy’m
- Christophe Willem
- Soprano
- Ayo
- Aaron
- Abd al Malik

### Испания (New Sounds of Europe Spain)
- Sara da Pin Up
- Zodiacs
- Mendetz
- Hanna
- Lantana
- Jaula de Grillos
- Tulsa
- Wonderful Cosmetics
- Nena Daconte

### Норвегия (New Sounds of Europe Norway)
- Margaret Berger
- My Midnight Creeps
- 120 Days
- Aleksander With
- Christel Alsos
- Susanne SundfØr

### Финляндия (New Sounds of Europe Finland)
- Lapko
- Lovex
- Sturm und Drang
- Disco Ensemble
- Sunrise Avenue

### Румыния (New Sounds of Europe Romania)
- Firma
- Anna Lesko
- Simplu
- Dj Project

### Польша (New Sounds of Europe Poland)
- Coma
- Cool Kids of Death
- The car is on Fire
- Hurt
- Not

### Италия (New Sounds of Europe Italy)
- Mondo Marcio
- Zero Assoluto
- Фабри Фибра
- Fabrizio Moro
- Simone Cristicchi

### Прибалтика (New Sounds of Europe Baltic)
- Double Faced Eels
- Gravel
- Vaidas
- Bedwetters
- Astro’n’Out
- No Big Silence
- Under Marie
- Tribes of the City